# Maria Bakunin
Maria Bakunin (también conocida como Marussia Bakunin; Krasnoyarsk, Rusia, 2 de febrero de 1873-Nápoles, 17 de abril de 1960) fue una química, farmacéutica y bióloga italiana de origen ruso-polaco.

## Educación
Maria, incluso como joven estudiante, fue «preparadora» en el laboratorio químico de la Universidad Federico II en Nápoles, donde en 1895 se graduó en Química con una tesis de grado en estereoquímica.

## Carrera
Después de su graduación, Bakunin recibió el premio de la Academia en física y matemáticas de Nápoles en 1900. En 1909, enseñó química aplicada en la Scuola Superiore Politecnica en Nápoles, donde en 1912 se convirtió en académica ocupando la silla en Química Tecnológica Aplicada.

### Obra en geoquímica
En 1906, Bakunin formó parte de un grupo que estudió la erupción del Monte Vesubio, y en 1909 compiló un mapa geológico de Italia. Como parte del proyecto, estudió los esquistos bituminosos y los depósitos ictiolíticos de las montañas en el área de Salerno. Siguiendo a esto, de 1911 a 1930, Bakunin trabajó como asesora de compañías y gobiernos locales interesados en el desarrollo industrial de minas de ictiol en el distrito de Giffoni (en los Montes Picentinos).

### Carrera más tardía
Después de la Segunda Guerra Mundial, Maria trabajó con Benedetto Croce para reconstruir la Academia Pontaniana, y en 1944 fue elegida su presidenta. Como tal, Bakunin restauró la biblioteca de la Academia.

## Familia
Maria era hija del filósofo revolucionario ruso Mijaíl Bakunin y su esposa polaca, Antonia Kwiatkowska, y tía del matemático Renato Caccioppoli. La historia dice que en 1938 Renato fue encarcelado después de dar un discurso en contra del fascismo, pero María fue capaz de obtener su liberación al persuadir a los jueces de que Renato no sabía lo que hacía al estar demente, por lo cual fue internado en un hospital psiquiátrico.